# Fort Lupin
Le fort Lupin est une fortification située sur la rive sud de la Charente en aval de Rochefort, à quatre kilomètres environ de l'embouchure de la Charente. Il est situé sur le lieu-dit Lupin sur le territoire de la commune de Saint-Nazaire-sur-Charente, dans le département de la Charente-Maritime, (région Nouvelle-Aquitaine) en France.
Sur les rives de l'estuaire de la Charente, se trouvent, en allant un peu plus vers la mer, vers Port-des-Barques:
- Sur la même rive, la fontaine Saint-Nazaire, où les navires du Roi venaient s'approvisionner en eau en quittant l'arsenal de Rochefort.
- Sur la rive nord, fort Lapointe, dit aussi fort Vasou construit en 1672 puis transformé au XVIIIe siècle.

## Histoire
Le fort Lupin a été édifié à la fin du XVIIe siècle pour défendre l'accès à Rochefort et son arsenal nouvellement construit.
Dès 1672, il est question de construire un fort à Lupin. Les travaux ne commencent qu'entre 1683 et 1685, sur des plans de Vauban. Un projet concurrent de François Ferry, finalement écarté, a été conservé aux archives de la Marine nationale. La fin des travaux (mise en place du chemin couvert) intervient en 1689.

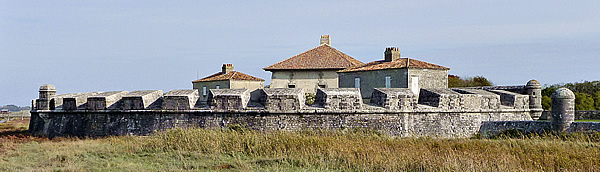
Les embrasures pour les canons côté rivière.

Il fait l’objet d’un classement au titre des monuments historiques depuis le 26 juin 1950.
Vendu par l'État en 1950, le fort Lupin est aujourd'hui un monument privé.

## Architecture
Vingt-deux embrasures en arc de cercle côté fleuve permettaient un tir rasant en direction des coques des navires ennemis. Au centre, une tour-réduit, armée pour des tirs plongeant, logement pour les officiers, flanquée par deux casernes pour vingt-quatre hommes chacune de part et d'autre.
Fort Lupin est protégé, côté terre, d'un glacis, d'un chemin couvert et d'un fossé en eau.

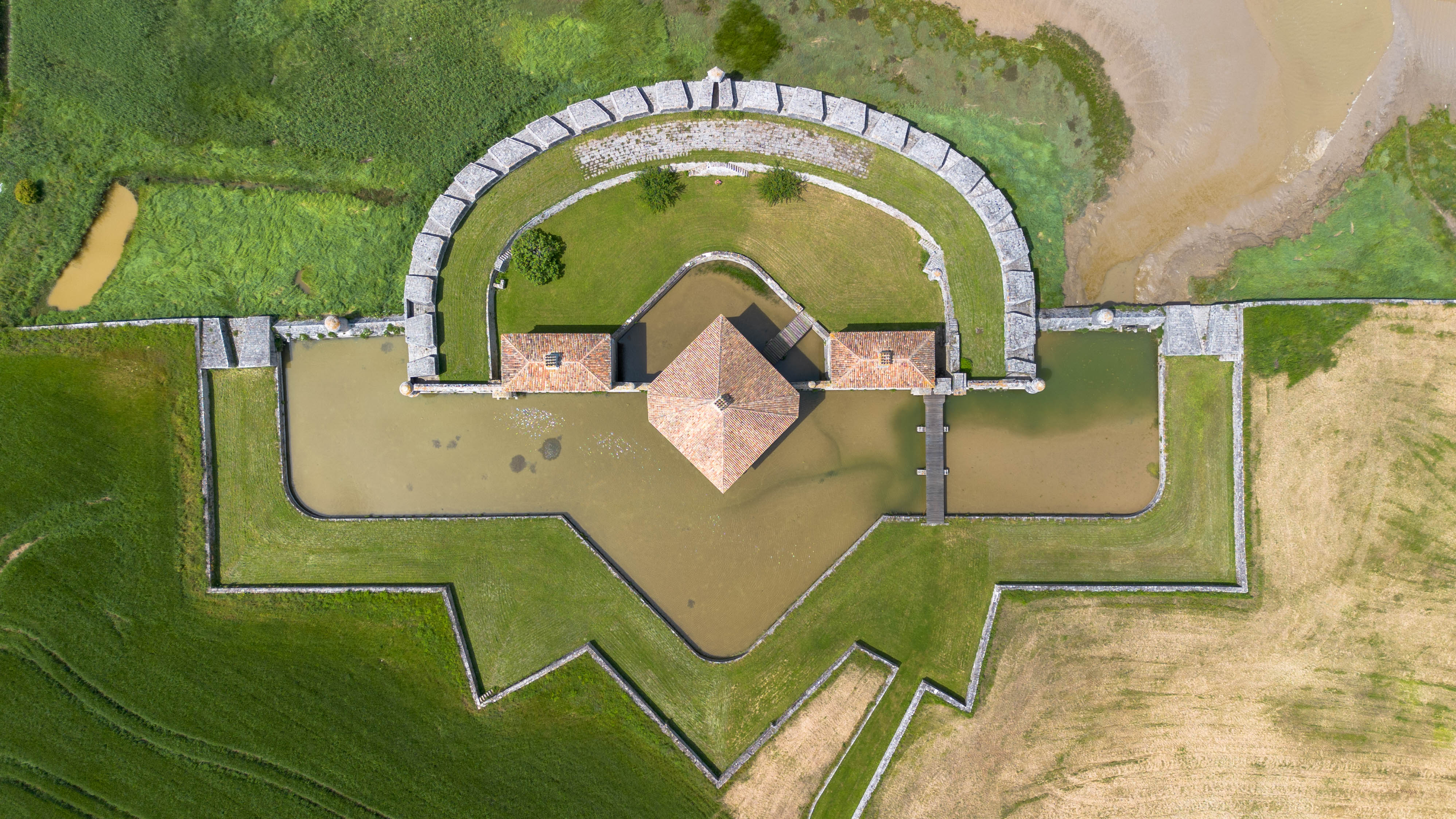
Fort Lupin, vue aérienne
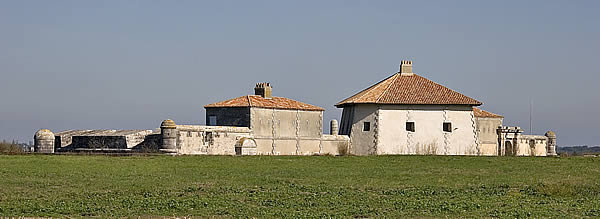
Fort Lupin, vue côté sud, côté terre.
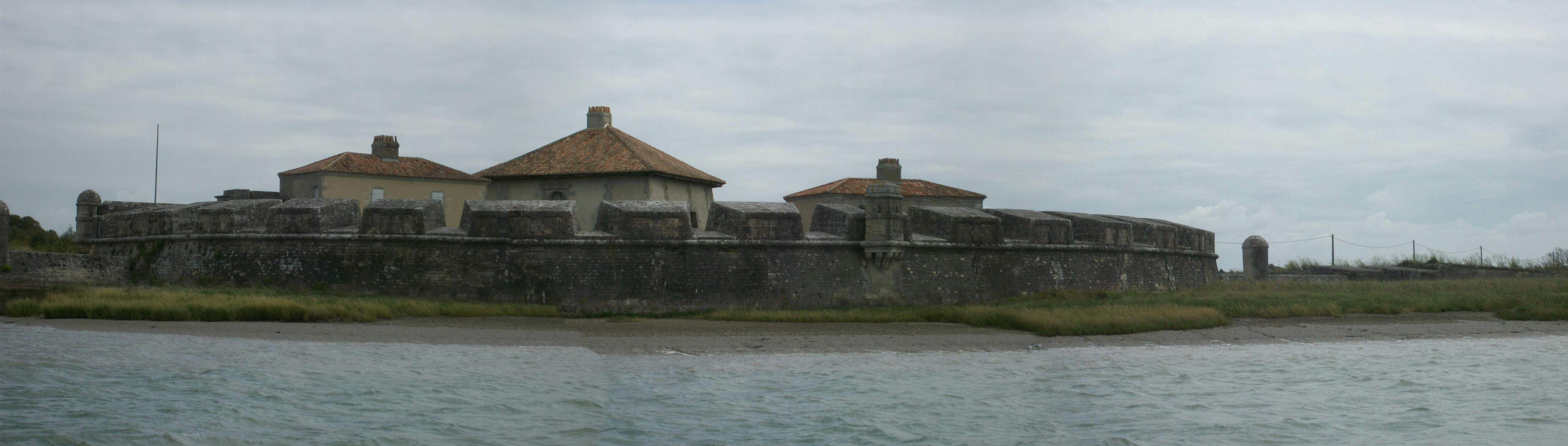
Fort Lupin, vue depuis La Charente.
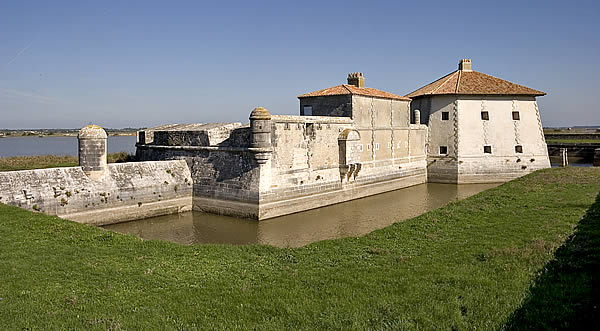
Côté sud-ouest, la structure à droite de la guérite en pierre, au milieu du rempart, au-dessus du fossé, "les latrines"
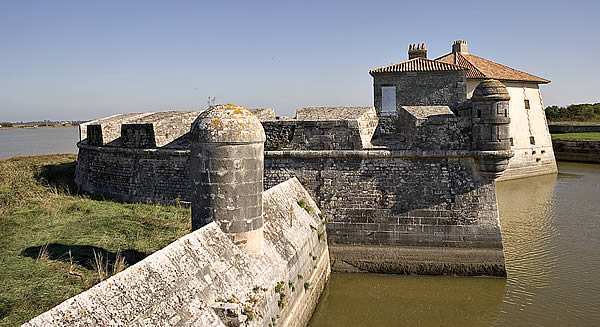
Le batardeau fermant le fossé surmonté d'une dame interdisant le passage, à droite sur l'angle du rempart une guérite.
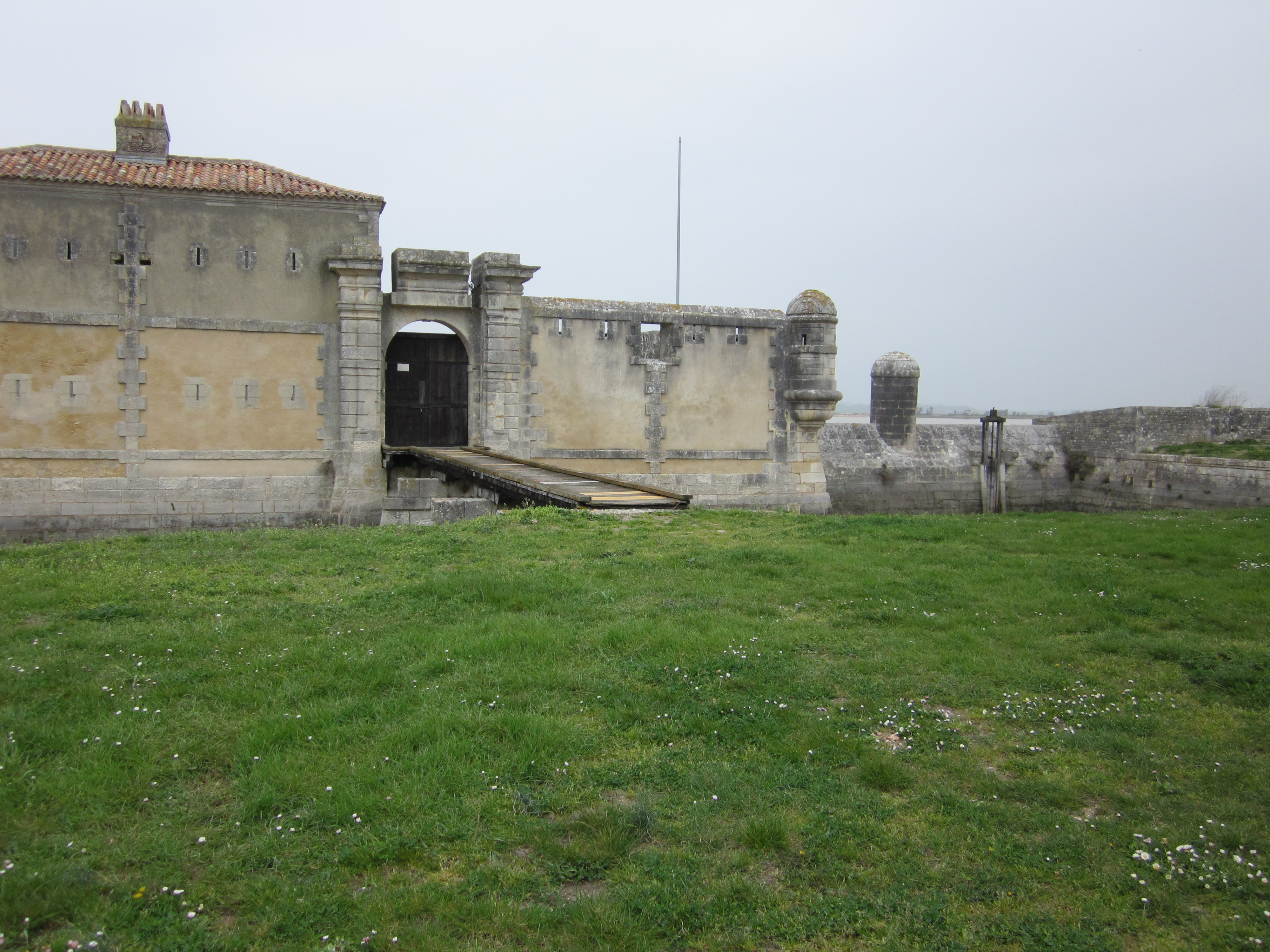
Entrée du Fort Lupin et le glacis.
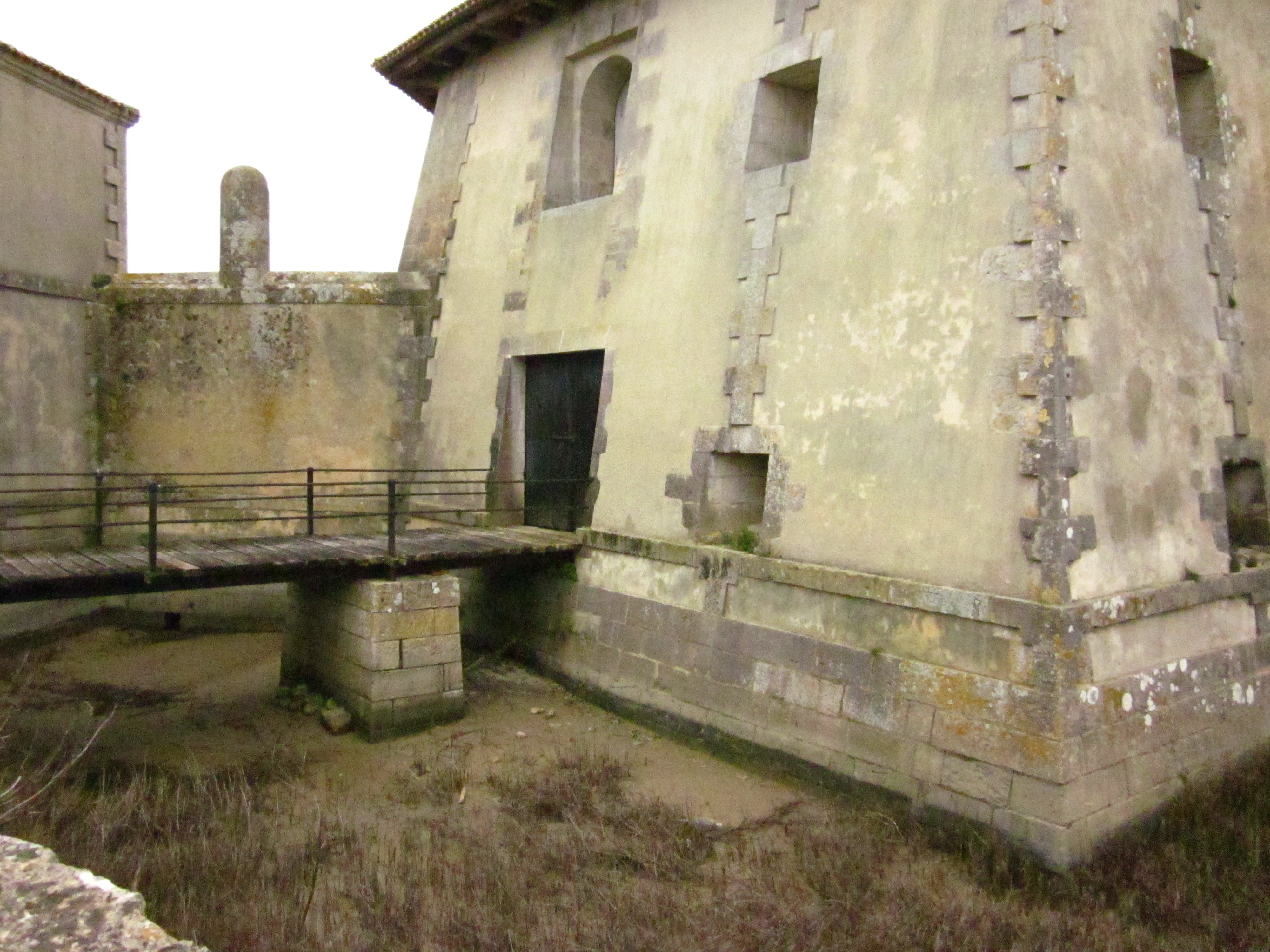
Tour-réduit et son fossé en centre du Fort Lupin.